# دائرة أزرو
دائرة أزرو هي إحدى دوائر إقليم إفران، التابع لجهة فاس مكناس، المملكة المغربية. تضم الدائرة 8 جماعات قروية، وبلغ عدد سكانها 69505 فرداً سنة 2004 حسب الإحصاء الرسمي للسكان والسكنى. يتبع للدائرة 33 مشيخة و192 دوار.

## التقسيمات الإداريّة
تعتبر دائرة أزرو إحدى الدوائر المشكّلة لإقليم إفران، وهو التقسيم الإداري من المستوى الرابع المعتمد في المغرب. ينقسم إقليم إفران إلى 8 جماعات قروية تختلف من حيث السكان والمساحة، والتي بدورها تنقسم إلى مشيخات تضم عدداً من الدواوير.